# Nguyễn Thống Thành
Nguyễn Thống Thành (18 tháng 6 năm 1933 – 5 tháng 1 năm 1975) là cựu sĩ quan Quân lực Việt Nam Cộng hòa, cấp bậc Đại tá, từng giữ chức Tỉnh trưởng kiêm Tiểu khu trưởng Tiểu khu Bình Long từ năm 1972 đến năm 1974 và là Tỉnh trưởng kiêm Tiểu khu trưởng Tiểu khu Phước Long cuối cùng từ năm 1974 đến năm 1975.

## Binh nghiệp

### Thân thế
Nguyễn Thống Thành sinh ngày 18 tháng 6 năm 1933 tại Pursat, Xứ Bảo hộ Campuchia, Liên bang Đông Dương.
Nguyễn Thống Thành quê ở tỉnh Bến Tre, sinh trưởng trong một gia đình khá giả có cha là chủ bưu điện dưới thời Pháp thuộc.
Xuất thân sĩ quan Liên trường Võ khoa Thủ Đức. Ông còn là bạn thân thời tiểu học với cựu Tổng Biên tập báo Lao Động Tống Văn Công.

### Mặt trận An Lộc
Trong chiến dịch Nguyễn Huệ do Quân Giải phóng tiến hành từ năm 1972 đến năm 1973, Nguyễn Thống Thành lúc này đang giữ chức Tiểu khu phó với cấp bậc Trung tá nắm quyền chỉ huy việc phòng thủ mặt Nam của Tiểu khu Bình Long. Trung đoàn 201A Quân Giải phóng do Chính ủy Nguyễn Văn Có phụ trách tấn công hướng này. Điều bất ngờ ở chỗ cả hai vị chỉ huy bên tấn công và bên phòng thủ đều từng là đôi bạn thân trước đây. Mặc dù họ đứng ở hai chiến tuyến đối lập thế nhưng mối quan hệ giữa họ vẫn rất gắn bó. Thậm chí có một lần Nguyễn Văn Có đã lên kế hoạch cử tổ đặc công bắt cóc Nguyễn Thống Thành nhằm làm suy giảm nhuệ khí của toán quân đồn trú nhưng bất khả thi do vấp phải sự phòng thủ dày đặc tại đây. Dù vậy, Nguyễn Văn Có vẫn cho người lén gửi lá thư đến chỗ Nguyễn Thống Thành nhằm cảnh báo về sự sụp đổ của chế độ Sài Gòn và khuyên ông nên rút quân để tránh hao binh tổn tướng.
Trong suốt thời kỳ Mùa Hè Đỏ Lửa, ông từng ra sức tử thủ An Lộc giúp ngăn chặn và đẩy lùi được bước tiến công của Quân Giải phóng, nhờ vậy mà được vinh thăng Đại tá ngay tại chiến trường vào ngày 26 tháng 8 năm 1972, đồng thời được thăng chức Tỉnh trưởng kiêm Tiểu khu trưởng Tiểu khu Bình Long thay thế Đại tá Trần Văn Nhựt được điều sang làm Tư lệnh Sư đoàn 2 Bộ binh.

### Tử thủ Phước Long
Đầu năm 1974, Đại tá Lưu Yểm rời khỏi Phước Long sang làm Tỉnh trưởng Biên Hòa, Nguyễn Thống Thành đang ở Bình Long thì được thuyên chuyển về làm Tỉnh trưởng Phước Long, giáp ranh biên giới Campuchia, bao quanh là các mật khu cộng sản. Cuối năm 1974, chiến sự bùng phát dữ dội trở lại. Tháng 11 năm 1974, Quân Giải phóng mở chiến dịch Đường 14, chia cắt và vây hãm tỉnh Phước Long. Tháng 12 năm 1974, thị xã Đồng Xoài và một loạt tiền đồn quan trọng, trong đó có Chi khu Bà Rá, Chi khu Bù Na thuộc tỉnh Phước Long đều lần lượt thất thủ. Mờ sáng ngày 4 tháng 1 năm 1975, Quân Giải phóng nổ súng tiến đánh thị xã Phước Long. Dù được sự tăng viện của Liên đoàn 81 Biệt cách Dù thế nhưng Bộ Chỉ huy Tiểu khu vẫn bị chiếm mất nên Nguyễn Thống Thành vội ra lệnh cho toàn quân rút về Dinh Tỉnh trưởng cố thủ. Tuy vậy, ông sớm nhận thấy phòng tuyến cuối cùng này sẽ bị tràn ngập mau chóng bèn tập hợp số binh sĩ còn lại và ban tham mưu tìm đường vượt qua sông Bé hòng thoát khỏi cảnh vây khốn. Sáng ngày 5 tháng 1 năm 1975, trong lúc nhóm Nguyễn Thống Thành chạy xuống triền dốc sau tư dinh để nhảy xuống chiến hào thì đột nhiên chạm trán với một đơn vị trinh sát thuộc Quân Giải phóng. Bản thân ông tử trận ngay tại chỗ do trúng đạn súng cối 57 ly và được thuộc cấp đem chôn nơi gốc cây trong Dinh Tỉnh trưởng.